# Carbasea pisciformis
Carbasea pisciformis is een mosdiertjessoort uit de familie van de Flustridae. De wetenschappelijke naam van de soort is voor het eerst geldig gepubliceerd in 1852 door Busk.